# مارا بن سرافيون
مارا بن سرافيون (بالسريانية: ܡܪܐ ܒܪ ܣܪܦܝܘܢ)‏ كان فيلسوف رواقي سرياني. اشتهر مارا بإحدى رسائله التي تحوي إشارة مبهمة ليسوع.

## سيرته
لا يعرف الكثير عن حياته غير أنه من المؤكد أنه ولد لعائلة وثنية في سميساط بسوريا الرومانية، وتم أسره من قبل البارثيين. ومن مكان أسره في فارس كتب رسالة بأسلوب فلسفي رفيع لابنه المدعو سرافيون لغرض توعيته وتثقيفه.

## رسالته
كتب مارا رسالته المعروفة باللغة السريانية بأسلوب رواقي توعوي، وفيها يهاجم الأثينيين لإعدامهم سقراط وأهل ساموس لحرقهم فيثاغورس. غير أن أهم ما جذب اهتمام الباحثيين لرسالته ذكره ل«ملك اليهود الحكيم» الذي قتله اليهود ما جلب عليهم الدمار. ويبدو مارا شديد التعاطف مع تلك الشخصية اليهودية، فيذكر أن تعاليمه انتشرت بالرغم من مقتله.
يتفق معظم المؤرخون في أن ملك اليهود هذا إشارة إلى يسوع غير أنهم اختلفوا في تحديد فترة كتابة الرسالة. فيؤكد وليم كيورتن عودتها إلى سنوات قليلة بعد سقوط كوماجينا (72 م.) مسقط رأس مارا وفشل الثورة اليهودية الكبرى (73 م.)، وذلك بسبب وجود ذكر حي لهذين الحدثين بالرسالة. في حين يرجئها مؤرخون آخرون للقرن الثاني بعيد ثورة بار كوخبا سنة 135، أو حتى للقرن الثالث.

## للإستزادة
- «رسالة مارا بن سرافيون : عرض وتحليل» - تأليف نزار حنا الديراني ؛ راجعه يوسف قوزي، بغداد: المجمع العلمي، 2002 م.